# Jack Günthard

Jack Günthard am Pauschenpferd in den 1950er Jahren

«Künstler helfen Kunstturner», Übergabe eines Bildes von Max Bill an Jack Günthard (rechts), 1970

Jakob «Jack» Günthard (* 8. Januar 1920 in Hirzel; † 7. August 2016 in Biel) war ein Schweizer Kunstturner und -trainer. Er war Olympiasieger (1952), Europameister (1957), Schweizer Meister (1956, 1957, 1958) und Gewinner des Eidgenössischen Turnfestes (1951, 1955).

## Leben
Günthard, Sohn von Oskar Julius Günthard und Marie geb. Isler, wurde in Hirzel geboren und wuchs in Wädenswil auf. Er erlernte den Beruf eines Schriftsetzers, besuchte dann ein Abendgymnasium und studierte nach der Matura Sportwissenschaften an der ETH Zürich.
Er war  als Student in den Semesterferien Teilnehmer bei den Olympischen Spielen 1952 in Helsinki in einem erfolgreichen Schweizer Kader mit Josef Stalder und Hans Eugster. Die Schweizer Riege belegte in der Mannschaftswertung den zweiten Platz hinter den Turnern aus der Sowjetunion und vor Finnland. Jack Günthard erreichte in der Einzelwertung den 17. Rang. Am Reck gewann er mit 19,55 Punkten vor Josef Stalder und dem Deutschen Alfred Schwarzmann, die gleichauf Silber erhielten. 1953 wurde er beim internationalen Jahn-Gedächtnisturnen auf der Berliner Waldbühne vor 12.000 Zuschauern Fünfter. 1957 wurde Günthard Europameister an Reck und Barren. 1951 und 1955 gewann er das Eidgenössische Turnfest.
Nach der Ablehnung als Schweizer Nationaltrainer trainierte er die italienische Equipe um Franco Menichelli in ihrer Vorbereitung auf die Olympischen Spiele 1960 in Rom und 1964 in Tokio. 1960 wurde das italienische Team Bronzegewinner; Franco Menichelli wurde 1964 Olympiasieger im Bodenturnen. Ab 1965 war Günthard hauptamtlich an der Sportschule in Magglingen und trainierte die Schweizer Turner («Günthard-Boys») wie Roland Hürzeler, Ueli Bachmann, Peter Rohner, Hans Ettlin, Marco Piatti, Armin Vock oder Philippe Gaille bis zum 26. April 1980. Bei der Union Européenne de Gymnastique UEG war er als Wettkampfleiter und Analyst tätig.
Einem breiten Publikum bekannt wurde Jack Günthard in den 1970er-Jahren als «Vorturner der Nation» durch seine Fernsehsendung «Fit mit Jack». Im Radio Beromünster lief täglich zwischen 7 und 8 Uhr seine Sendung «Frühturnen mit Jack». 1974 erschien sein Buch «Fit mit Jack Günthard», das sich tausendfach verkaufte und zur Standard-Auslage in jedem Fitnesscenter gehörte.
Jack Günthard starb im August 2016 im Alter von 96 Jahren; seine Frau Louise Günthard-Ritsche (* 1921) starb 2015. Sie lebten beide in Magglingen und in den letzten Jahren in der Bieler Residenz Au Lac. Sein Bruder Hans H. Günthard (1916–2006) war Professor für physikalische Chemie an der ETH Zürich.